# Championnats de France d'athlétisme 1922
Navigation
Championnats 1921 Championnats 1923

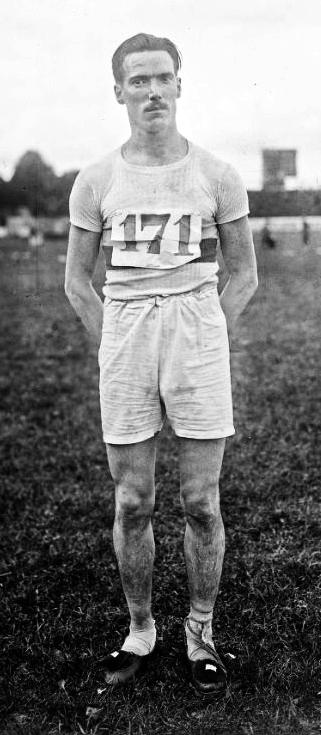
Louis Wilhelm, champion de France du saut en longueur et du triple saut, le 16 juillet 1922 à Colombes (puis du saut en longueur en 1923).

Les Championnats de France d'athlétisme 1922 ont eu lieu à Colombes. Les épreuves féminines se sont déroulées le 25 juin au Stade du Métropolitan Club et les épreuves masculines au Stade olympique Yves-du-Manoir les 16 et 17 juillet 1922.

## Palmarès

### Femmes
| Discipline        | Athlète           | Athlète      |
| ----------------- | ----------------- | ------------ |
| 80 m              | Alice Beuns       | 10 s 8       |
| 250 m             | Paulette de Croze | 37 s 0       |
| 1 000 m           | Marcelle Neveu    | 3 min 17 s 8 |
| 80 m haies        | Alice Beuns       | 13 s 8       |
| Saut en hauteur   | Cécile Maugars    | 1,39 m       |
| Saut en longueur  | Cécile Maugars    | 4,86 m       |
| Lancer du poids   | Violette Morris   | 17,33 m      |
| Lancer du javelot | Violette Morris   | 34,96 m      |

### Hommes
| Discipline        | Athlète               | Athlète       |
| ----------------- | --------------------- | ------------- |
| 100 m             | René Mourlon          | 11 s 0        |
| 200 m             | André Mourlon         | 22 s 2        |
| 400 m             | Gaston Féry           | 50 s 8        |
| 800 m             | Fernand Bauduin       | 1 min 58 s 8  |
| 1 500 m           | Roger Pelé            | 4 min 06 s 4  |
| 3 000 m           | Auguste Sourdin       | 8 min 55 s 8  |
| 5 000 m           | Gaston Heuet          | 15 min 43 s 4 |
| 10 000 m          | Louis Corlet          | 32 min 26 s 6 |
| Marathon          | Alam Alim Arbidi      | 2 h 54 min 35 |
| 110 m haies       | Géo André             | 16 s 0        |
| 400 m haies       | Géo André             | 57 s 6        |
| 3 000 m steeple   | Edmond Brossard       | 10 min 13 s 2 |
| 10 000 m marche   | François Decrombecque | 54 min 39 s 4 |
| Saut en hauteur   | Pierre Lewden         | 1,87 m        |
| Saut à la perche  | Maurice Vautier       | 3,29 m        |
| Saut en longueur  | Louis Wilhelme        | 6,66 m        |
| Triple saut       | Louis Wilhelme        | 13,34 m       |
| Lancer du poids   | Raoul Paoli           | 13,35 m       |
| Lancer du disque  | Paul Béranger         | 37,14 m       |
| Lancer du javelot | Arthur Picard         | 48,65 m       |